# Bithynia hellenica
Bithynia hellenica е вид охлюв от семейство Bithyniidae.

## Разпространение
Този вид е разпространен в Гърция.